# Зоряний каталог Смітсонівської астрофізичної обсерваторії
Зо́ряний катало́г Смі́тсонівської астрофізи́чної обсервато́рії — астрометричний зоряний каталог, 
опублікований Смітсонівською астрофізичною обсерваторією 1966 року. Каталог містить високоточні положення та власні рухи 258 997 зір. Каталог компілювався з попередніх астрометричних каталогів FK3, FK4, AGK1, AGK2 та ін. Він містить зорі, що мають зоряну величину до 9m та деякі слабкіші, для яких відомі точні значення власного руху. 
Кожна зоря в каталозі має позначення, що складається з літер SAO (абревіатура від англ. Smithsonian Astrophysical Observatory) та номера. Зорі пронумеровано за прямим піднесенням всередині 10-градусних смуг схилення від північного до південного полюса.
Положення зір у каталозі мають похибку 0,2″ на епоху спостереження.